# شهرستان اسپینک (داکوتای جنوبی)
شهرستان اسپینک، داکوتای جنوبی (به انگلیسی: Spink County, South Dakota) یک سکونتگاه مسکونی در ایالات متحده آمریکا است که در داکوتای جنوبی واقع شده‌است.

## خصوصیات
شهرستان اسپینک ۳٬۹۱۱ کیلومترمربع مساحت دارد.